# Ankyloglosson
Ankyloglosson, auch Ankyloglossie, Ankyloglossum bezeichnet in der Medizin eine angeborene Entwicklungsstörung der Zunge, bei der die Zungenspitze durch ein zu straffes und zu weit nach vorne reichendes („angewachsenes“) Zungenbändchen (Frenulum linguae) am Mundboden fixiert ist. Durch die eingeschränkte Beweglichkeit der Zunge können Schwierigkeiten beim Stillen und später auch Störungen bei der Lautbildung beim Sprechen entstehen. Eine Behandlung ist durch ein Durchtrennen des Zungenbändchens einfach und komplikationslos möglich.

## Häufigkeit
Da es keine einheitlichen diagnostischen Kriterien für diese Fehlbildung gibt, schwanken auch die Häufigkeitsangaben in den verschiedenen Studien. In einer kanadischen Übersichtsarbeit wurde das Vorkommen aus verschiedenen Veröffentlichungen mit 4,2–10,7 % zusammengefasst. Dabei hat etwa jede vierte Mutter eines Säuglings mit Ankyloglosson anhaltende Schmerzen in den Brustwarzen oder Schwierigkeiten beim Anlegen ihres Kindes gegenüber 3 % der Mütter von Kindern mit regulärer Zunge.

## Symptome und Diagnose

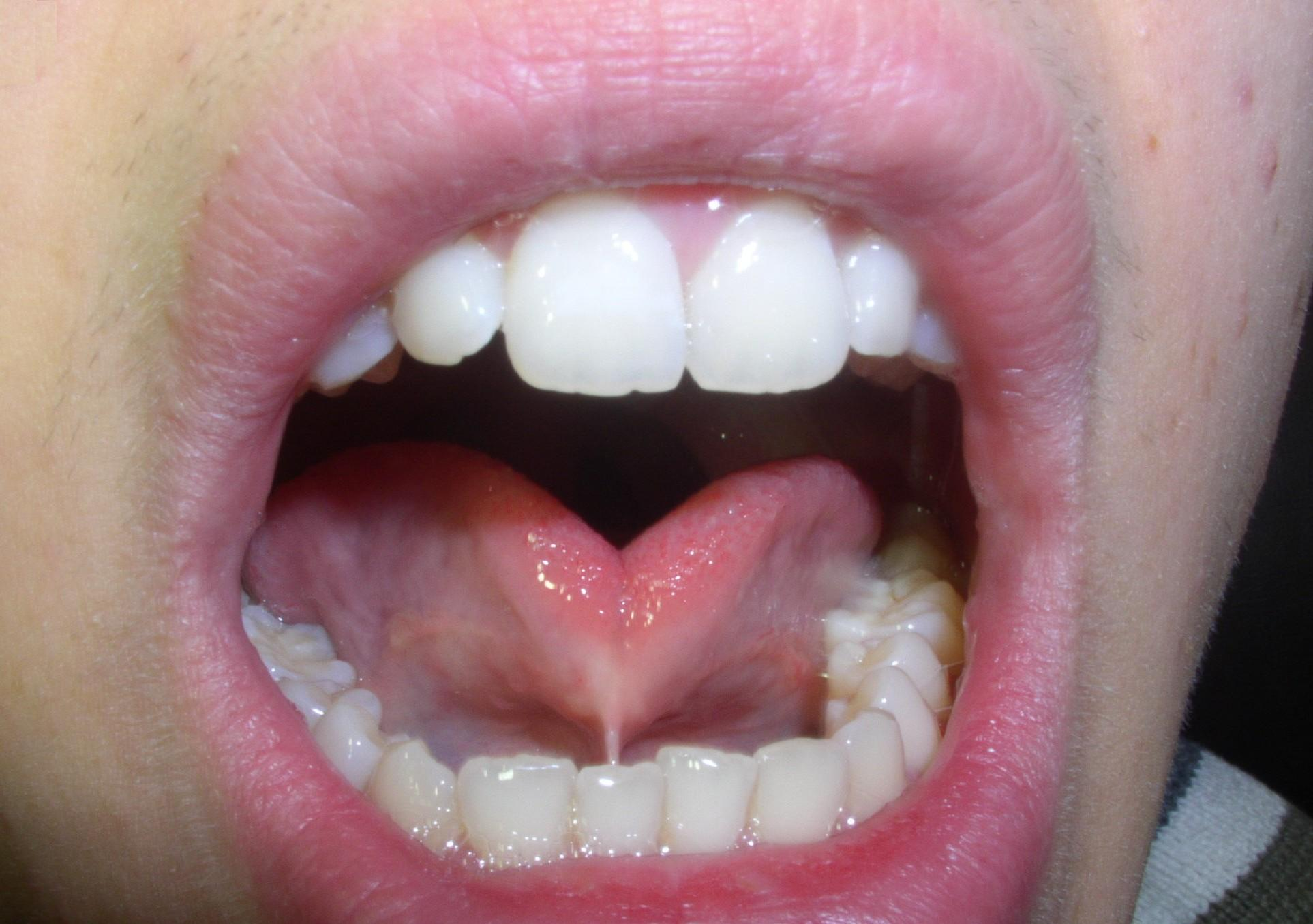
Verkürztes Zungenbändchen mit Fesselung der Zungenspitze

Definitionsgemäß erscheint das Zungenbändchen ungewöhnlich kurz und dick, was der Zunge beim Herausstrecken eine herzförmige Kontur geben kann. Die Beweglichkeit der Zunge ist eingeschränkt, so dass sie beispielsweise nicht über die untere Zahnleiste, geschweige denn über die Unterlippe hinausgestreckt werden kann. Ebenso eingeschränkt sind Bewegungen zur Seite oder nach oben. Allerdings gibt es keine allgemein anerkannten diagnostischen Kriterien, so dass die Diagnosestellung in einem gewissen Maß dem subjektiven Empfinden des Untersuchers überlassen bleibt. Daher halten es einzelne Autoren für sinnvoll, eher mögliche Funktionsstörungen, wie Schwierigkeiten bei der Brusternährung und anhaltende Schmerzen oder gar Verletzungen der Brustwarzen bei der stillenden Mutter, zur Diagnosefindung heranzuziehen als alleine die Form der Zunge und das Erscheinungsbild des Zungenbändchens.

## Therapie
Zur Behandlung ist eine Durchtrennung des Zungenbändchens weitgehend komplikationslos möglich. Sind die Kinder älter als vier Monate, wird hierzu allerdings zu einer Narkose geraten, wohingegen der Eingriff im Neugeborenenalter auch ohne Narkose durchgeführt werden kann. Zwar hatten alle in der kanadischen Übersichtsarbeit zitierten Studien unterschiedliche Kriterien, mit denen sie den Erfolg gemessen haben, aber alle zeigten eine Verbesserung der untersuchten Merkmale nach dem Eingriff. In keiner der Studien wurde über nennenswerte Komplikationen berichtet.